# Trifixion of the Horned King
Alexander Trondl (* 20. Jahrhundert in Österreich), besser bekannt unter seinem Pseudonym Trifixion of the Horned King ist ein österreichischer Schlagzeuger. Er spielte in den 1990er Jahren in mehreren Black-Metal-Bands und hatte sein eigenes Projekt Trifixion.

## Musikalische Karriere
Trifixion of the Horned King war Gründungsmitglied der Band Summoning und gehörte der Band bis zur Veröffentlichung des Debütalbums Lugburz an. Als Sänger begleitete er außerdem die Dark-Wave-Band Pazuzu, die ursprünglich als Summoning-Seitenprojekt gegründet wurde. Infolge von Streitigkeiten stieg Trifixion bei Summoning aus, um das Austrian Black Metal Syndicate (ABMS) zu gründen. Trifixion schloss sich daraufhin den Bands Pervertum sowie Werwolf an. Michael Piesch, unter dem Pseudonym Hagen Sänger der Gruppe Werwolf sowie Labelchef von Lethal Records, griff Trifixions ehemalige Band im Ablaze scharf an und bezeichnete Silenius als „Märchenfee“.
Neben diesen beiden Bands veröffentlichte Trondl mit seinem Soloprojekt Trifixion 1995 das Album The First and the Last Commandment (unterstützt von Yog-Sothot/Pervertum an der Gitarre) sowie zwei Demos 1994 und 1997. Er verließ anschließend die Black-Metal-Szene und spielte in der Band [´hush]. 2000 gründete er die New-Wave-Band Vienna Subs und 2010 die Funk-Rock-Band Spicecake.

## Diskografie

### Mit Summoning
- 1993: Upon the Viking Stallion (Demo)
- 1994: Promo Tape (Demo)
- 1994: Anno Mortiri Domini (Demo)
- 1994: The Urilia Text (Split-Demo mit Pazuzu)
- 1995: Lugburz (Napalm Records)
- 1995: Minas Morgul (Demo)

### Mit Pervertum
- siehe Pervertum#Diskografie

### Als Trifixion
- 1994: Demo
- 1995: The First and the Last Commandment (Lethal Records)
- 1995: Armourgeddon – The Final Battle  und A Cry from Dimensions auf A.B.M.S. – Norici Obscura Pars (CD, Dark Matter Records)
- 1997: III (Demo)

### Weitere Veröffentlichungen
- 1994: Pazuzu: …And All Was Silent (Head Not Found) als Sänger
- 2010: Spicecake: Spicecake (Eigenproduktion)